# Rue Eugène-Renault
La rue Eugène-Renault est une voie de circulation de Maisons-Alfort dans le Val-de-Marne. 

## Situation et accès

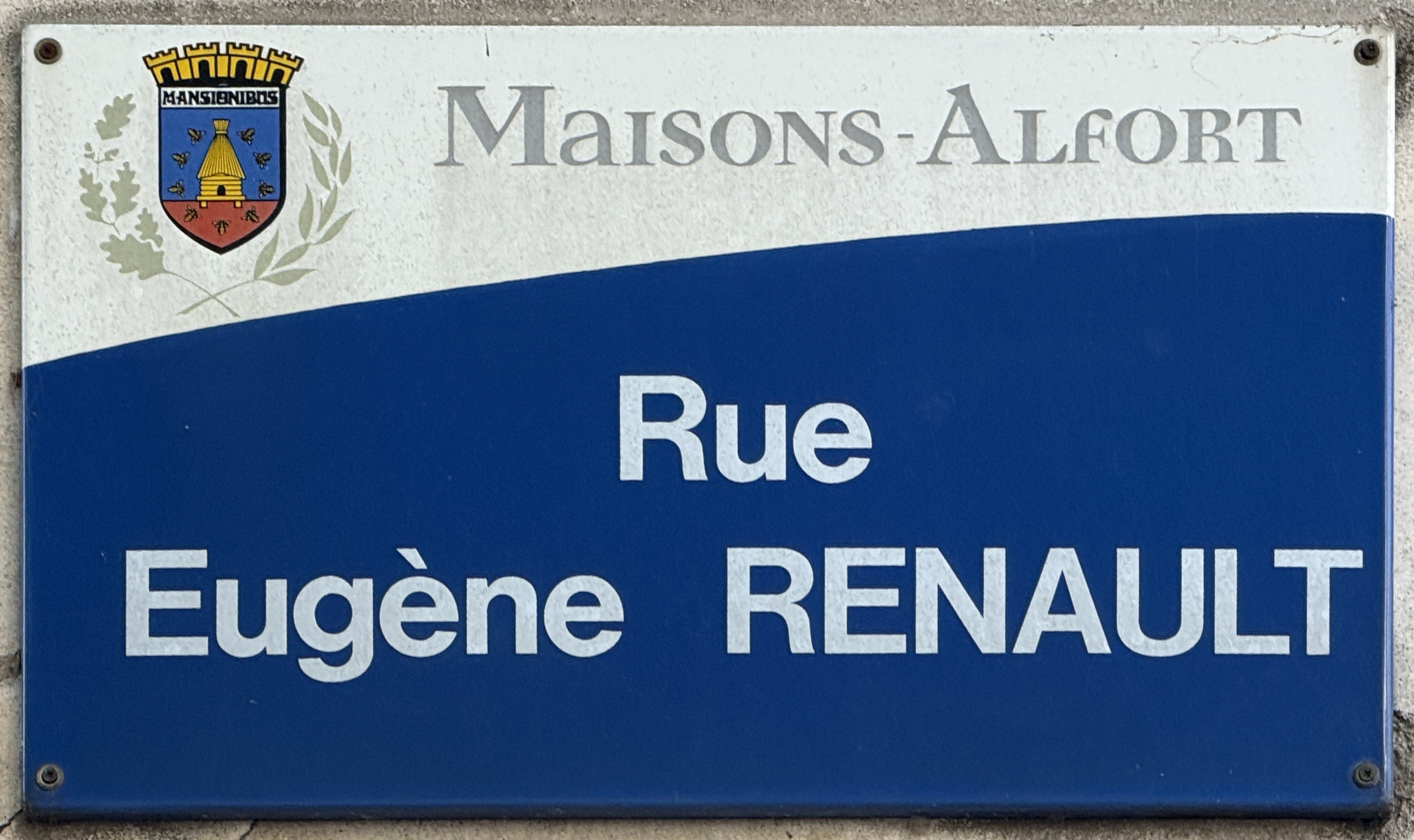
Plaque de la rue Eugène-Renault.

Cette rue orientée d'ouest en est part de la limite d'Alfortville, sous le pont ferroviaire de la ligne de Paris-Lyon à Marseille-Saint-Charles. Elle marque le début de la rue Chabert, croise la rue Bourgelat, et rejoint le carrefour de la Résistance au droit de l'avenue du Général-de-Gaulle.

## Origine du nom
Cette rue a été nommée en hommage à Eugène Renault (1815-1863), directeur de l'École vétérinaire de Maisons-Alfort.

## Historique

La rue Eugène-Renault vers 1900.

Cette voie devient une véritable rue avec la construction en 1827 du premier pont d'Ivry.